# Пально-мастильні матеріали
Па́льно-масти́льні матеріа́ли (абревіатура — ПММ) — синтетичні та мінеральні нафтопродукти, до яких відносять різні види пального і мастила: паливо (бензин, дизельне пальне, скраплений природний газ, скраплені нафтові гази), мастильні матеріали (моторні, трансмісійні та спеціальні оливи, мінеральні мастила, пластичні мастила), рідини на нафтовій основі та спеціальні рідини (гальмівні та охолоджувальні).
Термін «пально-мастильні матеріали» використовується в основному в застосуванні до транспорту, іноді як синонім слова бензин.

## Термінологія
Нерідко використовується назва паливно-мастильні матеріали, проте правильна форма — пально-мастильні, адже такі матеріали призначено для двигунів (у тракторах, комбайнах, автомашинах тощо), які перетворюють теплову енергію на механічну. Щоб одержати теплову, використовують паливо (рос. топливо). Одним з його видів є пальне (рос. горючее), саме ним і забезпечують мотори. Отже мова йде конкретно про пальне. Тому коли мають на увазі пальне і мастило для двигунів внутрішнього згоряння, послуговуються висловом пально-мастильні матеріали (рос. горюче-смазочные материалы).